# Glimmerskiffer

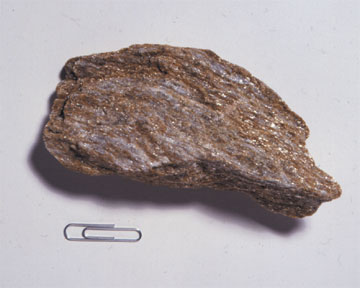
Glimmerskiffer

Glimmerskiffer är en metamorf bergart som bildats av silt eller lera. Ingående mineraler är fältspat, kvarts och glimmermineral. 
Glimmern är oftast ljus, dess blad är alltid parallellt orienterade och den har därför en tydlig skiffrighet. Kvartsen är i regel huvudbeståndsdelen, men framträder dock obetydligt på spaltytorna, då dessa vanligen är helt täckta med glimmerfjäll. Innehåller bergarten granat kallas den granatglimmerskiffer. Fältspathaltiga varianter bildar övergång till gnejs och glimmerfattiga till kvartsit.

## Förekomst och användning
I Skandinaviens fjälltrakter är glimmerskiffer allmänt förekommande. Vid Glava i Värmland och Nordön vid Tjuvkil i Bohuslän har grå glimmerskiffer brutits till takskiffer. Av Nordöns glimmerskiffer, som är relativt grovskiffrig, har tillverkats golv- och trottoarplattor.
På flera platser i Nora bergslag, där glimmerskiffer förekommer inblandad med talk och således är mera eldhärdig har den använts för murning eller inklädning av masugnar.
Förekommer granatkristaller i tillräcklig omfattning och av lämplig storlek, kan bergarten användas som kvarnsten. För detta ändamål har den brutits på flera platser i Norge, såsom  Selbu, Tydalen, Hjerdalen m.fl. Glimmerskiffer från Solesnes och Urhelle i Jondal i Norge används till trottoarsten.
I Danmark förekommer glimmerskiffer rikligt i form av rullsten.